# Neveritis poorei
Neveritis poorei är en snäckart som först beskrevs av Gerard Kalshoven Gude 1907.  Neveritis poorei ingår i släktet Neveritis och familjen Camaenidae. Inga underarter finns listade i Catalogue of Life.